# سانت-جولي (أين)
سانت-جولي (بالفرنسية: Sainte-Julie)‏ هي بلدية فرنسية تقع في إقليم الأين في فرنسا. رمز إنسي لها هو:1366. أما الرمز البريدي لها فهو: 1150.